# Gümüşhane (provincie)
Gümüşhanská provincie je území v Turecku ležící v Černomořském regionu. Rozkládá se na ploše 6 575 km2 a v roce 2009 zde žilo 130 976 obyvatel. Hlavním městem je Gümüşhane.
Název provincie (a města) v překladu do češtiny znamená "stříbrný dům", neboť celá oblast má bohatou historii těžby stříbra a zlata. Tyto komodity se poté převážely do nedalekého Trabzonu a odtud dále do zahraničí.

## Administrativní členění
Provincie Artvin se administrativně člení na 6 distriktů:
- Gümüşhane
- Kelkit
- Köse
- Kürtün
- Şiran
- Torul